# 沙湖 (武汉)
沙湖位于武汉市武昌区东北部，内沙湖现实有面积0.134平方公里，外沙湖现实有面积3.197平方公里。民国时任桐曾著《沙湖志》。近来将沙湖辟为公园。